# شهرستان ساتووچا
شهرستان ساتووچا (به بلغاری: Satovcha Municipality) یک شهرستان در بلغارستان است که در استان بلاگووگراد واقع شده‌است.